# رودريغو ألبورنو
رودريغو ألبورنو (بالإسبانية: Rodrigo Alborno)‏ (12 أغسطس 1993 بأسونسيون في باراغواي - ) هو لاعب كرة قدم باراغواياني في مركز الوسط. شارك مع منتخب الباراغواي تحت 20 سنة لكرة القدم. أما مع النوادي، فقد لعب مع إنتر ميلان ونادي سيتاديلا ونادي ليبرتاد ونادي نوفارا.

## روابط خارجية
- رودريغو ألبورنو على موقع إي إس بي إن إف سي (الإنجليزية)
- رودريغو ألبورنو على موقع قاعدة بيانات كرة القدم.إي يو (الإنجليزية)
- رودريغو ألبورنو على موقع Soccerway.com (الإنجليزية)
- رودريغو ألبورنو على موقع عالم كرة القدم.نت (الإنجليزية)